# Щукин, Георгий Борисович
Гео́ргий Бори́сович Щу́кин (23 октября 1925, Москва, СССР — 17 августа 1983) — советский кинорежиссёр, сценарист.

## Биография
Родился в Москве в семье артиста Б. В. Щукина.
Участник Великой Отечественной войны, был штурманом авиации. 
В 1951 году окончил Московский архитектурный институт. Автор архитектурных и художественных работ.
В 1959 году окончил Высшие курсы сценаристов и режиссёров (мастерская М. И. Ромма и Ю. Я. Райзмана), работал на киностудии «Мосфильм».
В 1962 году принял участие в создании документального фильма о своём отце «Борис Щукин».
Член Союза кинематографистов СССР. Похоронен на Новодевичьем кладбище рядом с отцом (2 участок, 10 ряд).

### Семья
- жена — Маина Васильевна Щукина (1924—1993), архитектор, сотрудник «Гипрогора».

## Фильмография

### Режиссёр
- 1960 — Алёшкина любовь (совместно с С. Тумановым)
- 1962 — Павлуха (совместно с С. Тумановым)
- 1967 — Места тут тихие
- 1973 — Райские яблочки
- 1976 — «Сто грамм» для храбрости… (новелла в одноимённом киноальманахе)
- 1978 — Кот в мешке
- 1984 — Особое подразделение (завершён В. Ивановым)

### Сценарист
- 1967 — Места тут тихие
- 1973 — Райские яблочки
- 1978 — Кот в мешке
- 1984 — Особое подразделение